# Minagrion waltheri
Minagrion waltheri là một loài chuồn chuồn kim trong họ Coenagrionidae.
Loài này được xếp vào nhóm Loài ít quan tâm trong sách Đỏ của IUCN năm 2007.
Minagrion waltheri được Selys miêu tả khoa học năm 1876.